# Scalenus
Scalenus is een kevergeslacht uit de familie van de boktorren (Cerambycidae). De wetenschappelijke naam van het geslacht werd voor het eerst geldig gepubliceerd in 1848 door Gistel.

## Soorten
Scalenus omvat de volgende soorten:
- Scalenus auricomus (Ritsema, 1890)
- Scalenus cingalensis (White, 1855)
- Scalenus drescheri (Fisher, 1936)
- Scalenus fasciatipennis (Waterhouse, 1885)
- Scalenus fulvus (Bates, 1879)
- Scalenus hemipterus (Olivier, 1795)
- Scalenus intermedius (Gahan, 1902)
- Scalenus sericeus (Saunders, 1853)
- Scalenus tibialis (Ritsema, 1895)
- Scalenus wallacei Bentanachs, Vives & Chew, 2012
- Scalenus ysmaeli Hüdepohl, 1987